# Società per l'Educazione Fisica Torres 1966-1967
Questa voce raccoglie le informazioni riguardanti la Società per l'Educazione Fisica Torres nelle competizioni ufficiali della stagione 1966-1967.

## Rosa
| N. |                   | Ruolo | Calciatore           |
| -- | ----------------- | ----- | -------------------- |
|    | Italia (bandiera) | A     | Bruno Balsimelli     |
|    | Italia (bandiera) | P     | Salvino Biagi        |
|    | Italia (bandiera) | D     | Giammario Cadeddu    |
|    | Italia (bandiera) | C     | Costanzo Dettori     |
|    | Italia (bandiera) | C     | Mauro Eddi           |
|    | Italia (bandiera) | C     | Roberto Gatti        |
|    | Italia (bandiera) | A     | Enzo Gerardi         |
|    | Italia (bandiera) | D     | Gian Piero Ghiglione |
|    | Italia (bandiera) | D     | Celestino Giovannini |
|    | Italia (bandiera) | D     | Antonio Manca        |
|    | Italia (bandiera) | C     | Roberto Manini       |

| N. |                   | Ruolo | Calciatore          |
| -- | ----------------- | ----- | ------------------- |
|    | Italia (bandiera) | D     | Alberto Missio      |
|    | Italia (bandiera) | D     | Walter Mongardini   |
|    | Italia (bandiera) | A     | Paolo Morosi        |
|    | Italia (bandiera) | C     | Gilberto Paolinelli |
|    | Italia (bandiera) | A     | Sileno Passalacqua  |
|    | Italia (bandiera) | A     | Aimo Picchi         |
|    | Italia (bandiera) | C     | Roberto Santunione  |
|    | Italia (bandiera) | P     | Gianfranco Santus   |
|    | Italia (bandiera) | C     | Carlo Scazzola      |
|    | Italia (bandiera) | P     | Martino Zaccheddu   |